# I'm Waiting for the Day
«I'm Waiting for the Day» es una canción escrita por Brian Wilson y Mike Love, producida por Wilson para el grupo estadounidense The Beach Boys. Es la quinta canción de su álbum Pet Sounds de 1966. Es la única canción escrita en coautoría con Love (teniendo en cuenta los juicios que Mike hizo contra Brian en los años 1990).

## Composición
Los derechos de autor de la canción datan de febrero de 1964, por lo que parte de la misma fue escrita años antes durante las sesiones de Today!.
En The Pet Sounds Sessions aparece una toma alternativa con Mike Love en voz principal, puesto que originalmente él iba a cantar, pero Brian frustrado con su desempeño cantó todas las voces él mismo. El uso de inserciones instrumentales en esta canción sirvió para eliminar las presiones de la grabación entera en una sola toma, ya que la grabación de las canciones se tornaba en algo cada vez más difícil por la creciente complejidad de su música y arreglos. Al dividir las distintas secciones de la canción permitió hacer pequeñas modificaciones en los arreglos.
Carl Wilson, ha elogiado la dinámica, diciendo: "La introducción es muy grande, luego se vuelve muy pequeña con la voz en el verso con un poco de instrumentación y luego, en el coro, se vuelve muy grande otra vez, con las armonías de fondo contra el Es quizás uno de los momentos más dinámicos del álbum". Su arreglo se caracteriza por sus acordes de jazz, progresión de doo-wop, explosiones de timbales, cuerno inglés, flautas y secciones de cuerdas. Cuando se le preguntó sobre "I'm Waiting for the Day", Brian dijo que "realmente no había inspiración específica para [la] canción".

## Grabación
La pista instrumental con sobregrabaciones de cuerdas se registró el 6 de marzo de 1966 en United Western Recorders. Las grabaciones de voces terminaron el 10 de marzo de 1966 en CBS Columbia Square.
La composición es muy experimental, es una combinación de una balada orquestal y una canción de rock moderno. Brian ha manifestado que: "'I'm Waiting for the Day' es el recorte del álbum que no me gusta mucho... no es un asunto de gusto o no gusto, sino que era una canción adecuada, una muy, una canción muy positiva".

## Publicaciones
La canción fue publicada en el álbum de estudio Pet Sounds de 1966, en la compilación The Pet Sounds Sessions incluye una versión distinta de esta canción, con Mike Love en voz principal. Fue compilada en  Sunshine Dream de 1982.

## Créditos
- Brian Wilson - voz líder y armonías
- Gary Coleman - timpani y bongos
- Al de Lory - piano
- Justin DiTullio - chelo
- Bill Green - flauta
- Jim Gordon - batería
- Leonard Hartman - corno inglés
- Jim Horn - flauta
- Harry Hyams - viola
- Carol Kaye - bajo eléctrico
- Larry Knechtel - órgano Hammond[8]
- William Kurasch - violín
- Leonard Malarsky - violín
- Jay Migliori - flauta
- Ray Pohlman - guitarra eléctrica, guitarra de seis cuerdas
- Lyle Ritz - ukulele, contrabajo
- Ralph Schaffer - violín
- Sid Sharp - violín